# Glacialisaurus hammeri
Il glacialisauro (Glacialisaurus hammeri) è un dinosauro erbivoro appartenente ai sauropodomorfi. Visse nel Giurassico inferiore (circa 195 milioni di anni fa) e i suoi resti fossili sono stati ritrovati in Antartide. È il terzo dinosauro descritto ufficialmente proveniente dall'Antartide, dopo Cryolophosaurus e Antarctopelta.

## Descrizione
Questo dinosauro è conosciuto grazie a uno scheletro molto incompleto rinvenuto nella Formazione Hanson del Monte Kirkpatrick, che comprende i resti parziali di un piede, di un'anca e di un femore. Benché una ricostruzione dettagliata non sia possibile, dal raffronto con i resti di altri dinosauri simili si suppone che Glacialisaurus fosse un erbivoro semibipede, dalle lunghe e forti zampe posteriori, il collo lungo e la testa piccola. Le dimensioni erano medio - grandi (lunghezza circa 6 metri).

## Classificazione
Descritto per la prima volta nel 2007, Glacialisaurus è stato ascritto alla famiglia dei massospondilidi, un gruppo di sauropodomorfi primitivi più evoluti di Plateosaurus ma non posti sulla linea evolutiva che ha poi condotto ai sauropodi giganti del Giurassico e del Cretaceo. Tra i massospondilidi, sembra che la forma a cui fosse maggiormente imparentato fosse Lufengosaurus del Giurassico inferiore cinese, a causa di alcune caratteristiche delle ossa del piede. La presenza di questo sauropodomorfo primitivo nella formazione Hanson, che ha restituito anche fossili attribuiti a veri sauropodi, mostra che nella zona occupata attualmente dall'Antartide esistevano sia membri primitivi che evoluti di sauropodomorfi.

## Significato del nome
Il nome Glacialisaurus deriva dalla parola latina glacialis, "ghiacciato", con riferimento alla regione Beardmore Glacier nei Monti Transantartici, dove sono stati scoperti i fossili. L'epiteto specifico, invece, è in onore di William Hammer dell'Augustana College, che ha svolto un notevole contributo alla paleontologia e alla ricerca antartica.